# Segelfluggelände Hessisch-Lichtenau

i7
i11
i13
Das Segelfluggelände Hessisch-Lichtenau liegt in der Stadt Hessisch Lichtenau im Werra-Meißner-Kreis in Hessen, etwa 1,8 km südöstlich des Zentrums von Hessisch Lichtenau.

## Flugbetrieb
Das Segelfluggelände ist mit einer 1000 m langen und 30 m breiten Start- und Landebahn aus Gras (Richtung 09/27) ausgestattet. Das Gelände besitzt eine Betriebszulassung für Segelflugzeuge, Motorsegler, Ultraleichtflugzeuge, Gleitschirme und Hängegleiter. Als Startarten sind Flugzeugschleppstart und Windenstart zugelassen. Der Halter und Betreiber des Segelfluggeländes ist der Luftsportverein Hessisch Lichtenau e. V.

## Zwischenfälle
Am 13. August 2020 geriet während des Schlepps eines Segelflugzeuges (Typ: Schleicher K 8 B) das Schleppflugzeug (Typ: Robin DR 400) in niedriger Höhe in einen überzogenen Flugzustand und stürzte ab. Das Segelflugzeug konnte ausklinken und landete wieder sicher am Flugplatz. Der 44-jährige Schleppflugzeugführer wurde tödlich verletzt. Das Schleppflugzeug wurde zerstört.